# Гоменюк, Олег Владимирович
Олег Владимирович Гоменюк (род. 25 августа 1960, с. Колбасное, Рыбницкий район, Молдавская ССР, СССР) — военный и государственный деятель Приднестровской Молдавской Республики. Начальник Главного штаба Вооружённых сил — Первый заместитель министра обороны с 3 июля 2013 по 30 декабря 2015. Министр обороны с 30 декабря 2015 по 18 августа 2016. Генерал-майор.

## Биография
Родился 25 августа 1960 в селе Колбасное Рыбницкого района Молдавской ССР.

### Образование
С 1978 по 1982 учился в Ленинградском высшем зенитном ракетном командном училище.

### Трудовая деятельность
С 1982 по 1992 проходил военную службу в Забайкальском военном округе, группе Советских войск в Германии, Закавказском военном округе.
В 1993 поступил на службу в Вооружённые силы Приднестровской Молдавской Республики. Занимал различные должности: от заместителя командира полка до начальника отдела противовоздушной обороны.
С 3 июля 2013 по 30 декабря 2015 — Начальник Главного штаба Вооружённых сил Приднестровской Молдавской Республики — Первый заместитель министра обороны Приднестровской Молдавской Республики.
С 30 декабря по 2015 по 18 августа 2016 — министр обороны Приднестровской Молдавской Республики.
Воинское звание — генерал-майор.

## Семья
Женат, есть сын.

## Награды
- Орден «За заслуги» ПМР II степени[5]
- Орден «За службу Родине в Вооружённых Силах Приднестровской Молдавской Республики» I, II, III степеней
- юбилейные медали